# Candidature en 1973 des députés français de la 4e législature

Liste des candidatures en 1973 des députés français de la 4e législature de la Cinquième République et d'une éventuelle candidature à leur réélection lors des élections législatives des 4 et 11 mars 1973. Les députés en fonction sont présentés au moment du scrutin et de la fin de la mandature. L'année indiquée est celle de leur première élection à l'Assemblée nationale, les mandats pouvant cependant ne pas avoir été continus. 
Le mouvement gaulliste présente 169 députés sortants. Il obtient 2 sièges supplémentaires par victoire de ses députés sortants et en perd 87 par défaite d'un député sortant. 